# Typosyllis prolixa
Typosyllis prolixa är en ringmaskart som först beskrevs av Ehlers 1901.  Typosyllis prolixa ingår i släktet Typosyllis och familjen Syllidae. Inga underarter finns listade i Catalogue of Life.